# Stanisław Nowakowski (działacz socjalistyczny)
Stanisław Bolesław Nowakowski, ps. „Izydor”, przydomek Głuchy (ur. 13 listopada 1885 w Łodzi, zm. 17 września 1956, tamże) – polski działacz socjalistyczny, radny Rady Miejskiej w Łodzi (1927–1932).

## Życiorys
Od młodości pracował jako tkacz w fabrykach łódzkich. W 1903 wstąpił do Polskiej Partii Socjalistycznej. W 1904 został aresztowany za zawieszenie 1 maja czerwonego sztandaru na murach fabryki przy ul. Cegielnianej (późn. ulica Stefana Jaracza), a w listopadzie za złożenie wieńca na grobie zmarłego współpracownika. W styczniu 1905 został zatrzymany przez policję, podczas pogrzebu Tomasza Księżczyka, zabitego w trakcie demonstracji na ulicy Piotrkowskiej, jednakże uciekł eskortującym go żołnierzom. Następnie w ramach PPS działał w guberni piotrkowskiej i kaliskiej w charakterze propagandowym. Po dekonspiracji w 1906, powrócił do Łodzi, gdzie odbył przeszkolenie w szkole bojowej. W listopadzie 1906 został członkiem PPS-Frakcji Rewolucyjnej, gdzie został instruktorem milicji partyjnej, w ramach której organizował zamachy na prowokatorów, zdrajców, strażników, przygotowywał również niedoszły do skutku zamachu na generała Nikołaja Kaznakowa w Kaliszu. W 1907 został brutalnie pobity kolbami karabinów przez patrol kozacki, przez co częściowo utracił słuch.
Był członkiem Okręgowego Komitetu Robotniczego PPS-Frakcji Rewolucyjnej. Na skutek zdrady jednego z członków Milicji PPS został 1 listopada 1907 aresztowany na posiedzeniu OKR i osadzony w więzieniu przy ul. Targowej, a następnie więzieniu przy ul. Długiej (późn. ul. Gdańska) w Łodzi. W grudniu 1908 został skazany przez Tymczasowy Sąd Wojenny w Łodzi na 8 lat katorgi, którą odbywał w Łodzi, Sieradzu, więzieniu mokotowskim w Warszawie oraz twierdzy Szlisselburskiej. W 1915 został zesłany na osiedlenie w guberni jakuckiej, skąd został wyzwolony po rewolucji lutowej (1917). Następnie zaangażował się w działalność PPS w Rosji, w ramach której działał m.in. w Komisariacie do Spraw Polskich.
Powróciwszy do Łodzi w sierpniu 1918, został członkiem Komitetu Dzielnicowego PPS Bałuty. W listopadzie 1918 uczestniczył w rozbrajaniu wojsk niemieckich w Łodzi, następnie w 1919 został przewodniczącym Komitetu Dzielnicowego. Był członkiem delegacji łódzkiej podczas XVIII Kongresu PPS w lipcu 1921 w Łodzi. W związku z postępującą utratą słuchu utrudniającą mu kontakt, wycofywał się z działalności partyjnej, ograniczając ją do działania od 1924 w Okręgowym Sądzie Partyjnym oraz zasiadania w Radzie Miejskiej w Łodzi (1927–1932). Był współorganizatorem Stowarzyszenia byłych Więźniów Politycznych, członkiem składu Zarządu w Łodzi i Zarządu Głównego w Warszawie. W 1930 został przewodniczącym Komitetu Dzielnicowego PPS Księży Młyn.
Podczas II wojny światowej mieszkał na wsi pod Łodzią. Po wojnie powrócił do Łodzi. Działał wówczas w PPS, a od grudnia 1948 został członkiem Polskiej Zjednoczonej Partii Robotniczej.

### Życie prywatne
Był synem przędzalnika, Michała i tkaczki, Elżbiety z domu Czarnojan. Był dwukrotnie żonaty, z pierwszego małżeństwa miał córkę. Został pochowany na cmentarzu komunalnym na Dołach w Łodzi (kwatera: XXXIV, rząd: 20, grób: 2).

## Odznaczenia
- Krzyż Niepodległości z Mieczami (4 lutego 1932)[1]